# 澤生高鐮鯛
澤生高鐮鯛（學名：Zanclistius wheeleri），為輻鰭魚綱鱸形目鱸亞目五棘鯛科的其中一種，分布於南太平洋澳洲南部、紐西蘭海域，深度30-500公尺，本魚頭尖，口小，背部隆起，背鰭尖呈三角形，尾鰭略凹，體色褐色，體側具有2條深色寬橫帶，背鰭至額頭具有1條深色寬條紋，體長可達33公分，棲息在大陸棚及大陸坡底層水域，生活習性不明，可做為觀賞魚。